# Sternwarten des ehemaligen Forschungsinstituts Manfred von Ardenne

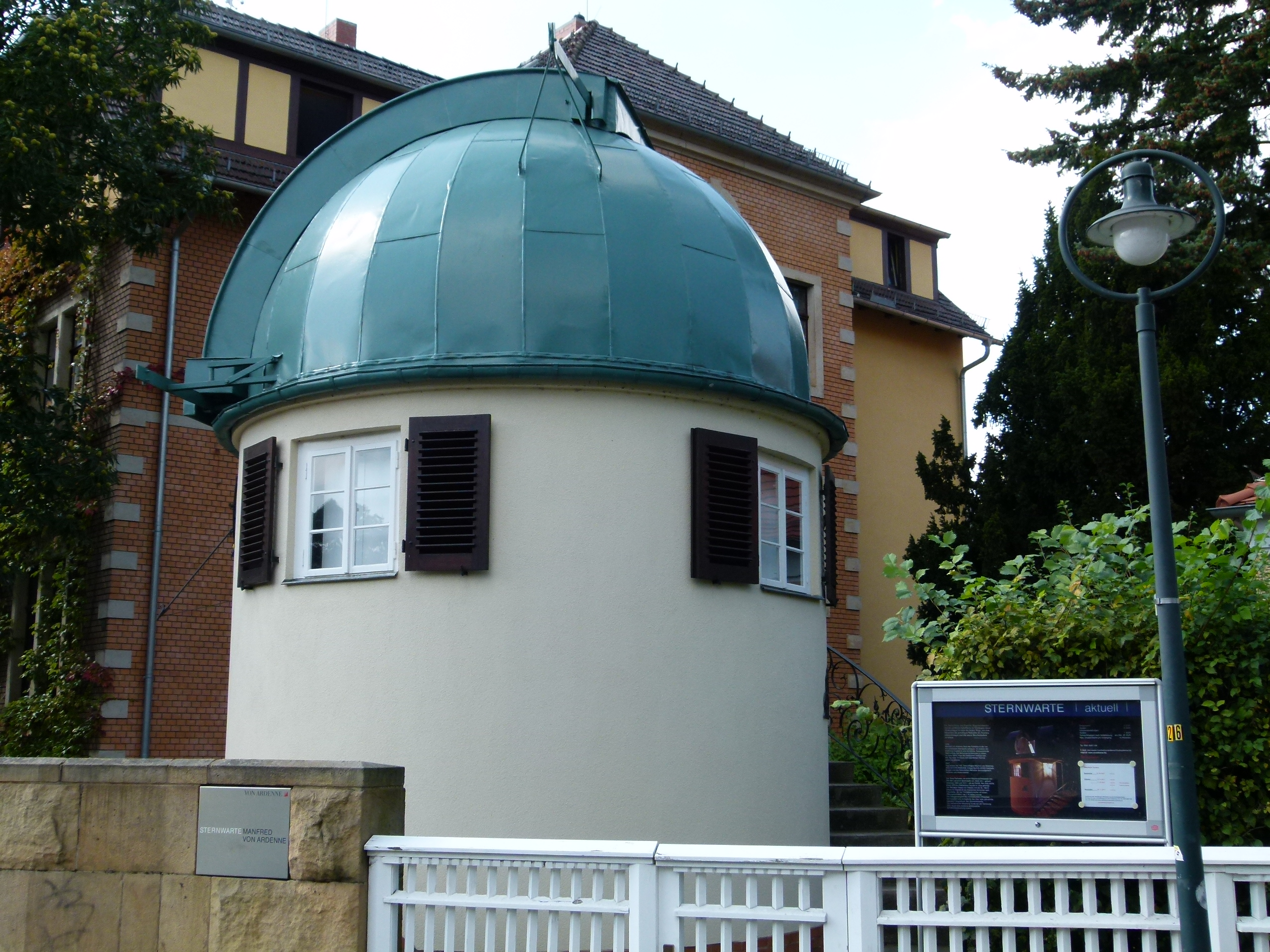
Sternwarte „Manfred von Ardenne“

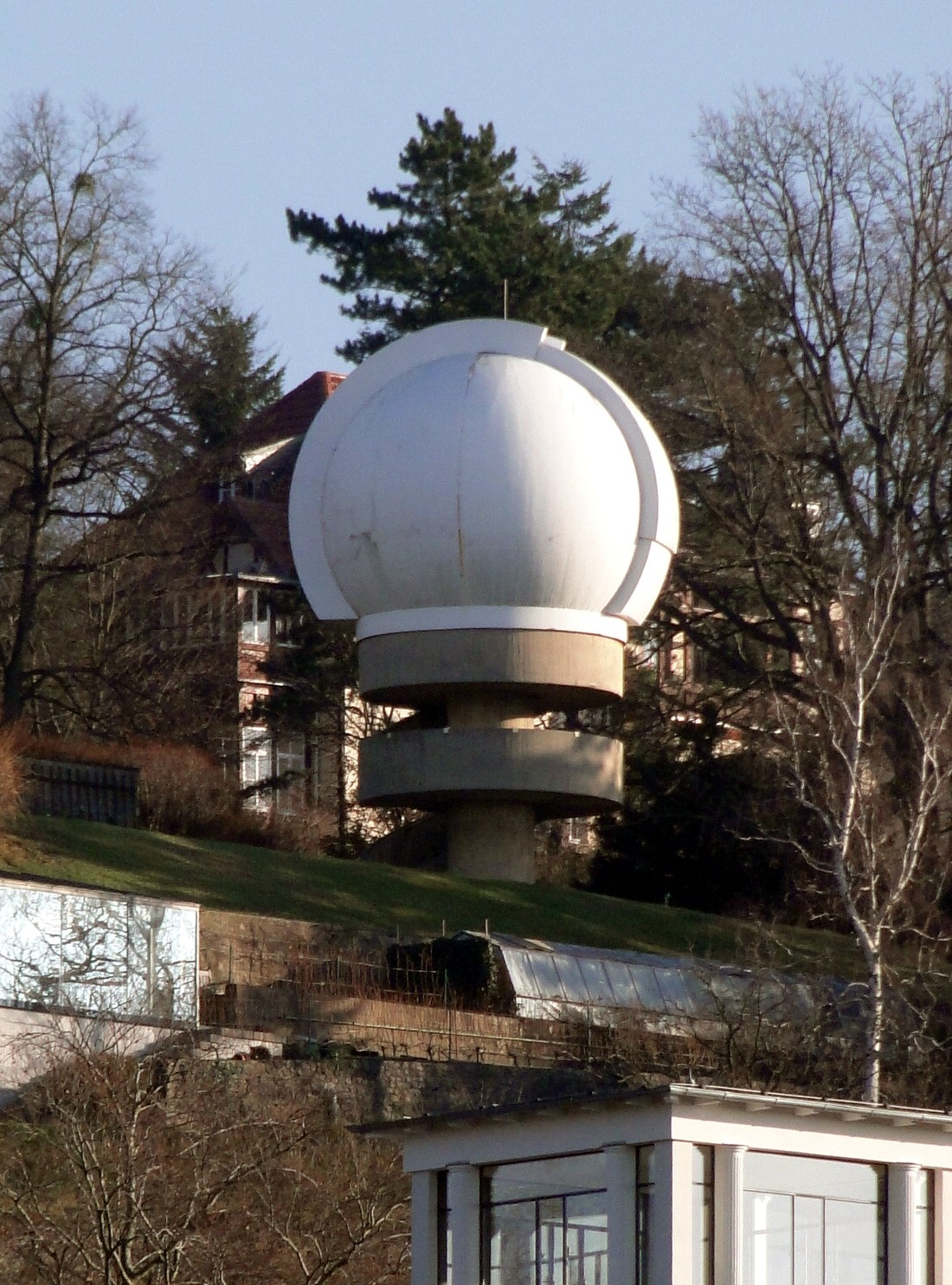
Sternwarte von 1969 des ehemaligen Forschungsinstitutes von Manfred von Ardenne

Als Sternwarten des ehemaligen Forschungsinstituts Manfred von Ardenne werden zwei Sternwarten bezeichnet, die dem früheren Forschungsinstitut Manfred von Ardenne zugeordnet waren. Die ältere der beiden (Sternwarte „Manfred von Ardenne“, erbaut 1956) befindet sich im Dresdner Ortsteil Weißer Hirsch (Plattleite 27) und ist seit 2007 wieder öffentlich zugängig. Die jüngere der beiden (Private Sternwarte, erbaut 1969) befindet sich in der Nähe des Privathauses der Familie von Ardenne im Stadtteil Oberloschwitz (Zeppelinstraße 7) und ist nicht öffentlich zugängig.

## Sternwarte „Manfred von Ardenne“

### Allgemeines
Nach der Rückkehr von Manfred von Ardenne aus der Sowjetunion schuf Alexander Frantz 1956 für den an Astronomie ausgesprochen Interessierten die Sternwarte an der Plattleite 27 (Lage). Ardenne machte seinerseits das Gebäude öffentlich zugängig (zeitweise als Volkssternwarte bezeichnet). Im Inneren der drehbaren Kuppel ist eine künstliche, fluoreszierende Nachbildung des Wintersternhimmels zu sehen, so dass Gäste bei bedecktem Himmel oder am Tag einen Eindruck vom nächtlichen Himmel gewinnen können.
Wegen Sanierungsbedarfs wurde die Sternwarte 1997 zunächst für die Öffentlichkeit geschlossen, aber anlässlich des 100. Geburtstages von Manfred von Ardenne nach zwölfmonatiger Rekonstruktion am 20. November 2007 wieder für die Öffentlichkeit (die Kuppel fasst ca. 20–25 Personen) in den Abendstunden und zu besonderen Ereignissen zur Verfügung gestellt. Die Kosten dafür trug die Von Ardenne GmbH, auf deren Gelände sich die Sternwarte befindet. Sie wird von Lehrern des Martin-Andersen-Nexö-Gymnasiums betreut.

### Refraktor
Der Zeiss-Refraktor mit einem Objektivdurchmesser von 200 mm und einer Brennweite von 3000 mm – gebaut von Carl Zeiss in Jena zwischen 1909 und 1911 – gilt unter Fachleuten als Rarität, da nur sechs dieser Geräte existierten.
Hauptmerkmal des Ardenne-Refraktors ist nach Angaben der Betreuer ein sogenanntes E-Objektiv als klassischer Fraunhofer-Achromat zur Farbfehlerkorrektur mit einem Öffnungsverhältnis von 1:15. Wie früher üblich, erfolgte bis zur Sanierung die automatische Nachführung des Refraktors durch ein mechanisches Stundenlaufwerk. Die Ganggenauigkeit dieser Werke sei hervorragend gewesen und habe neben dem visuellen Beobachten auch das Fotografieren des Sternenhimmels ermöglicht. Das mechanische Stundenlaufwerk wurde bei der Restaurierung 2006/2007 durch eine Steuerung mit Hilfe eines elektronischen Schrittmotors ersetzt.

## Private Sternwarte
Auf Grund der Lichtverhältnisse im Gebäude an der Plattleite wurde im Jahr 1969 eine weitere, die weithin sichtbare, kugelförmige Sternwarte unterhalb der Wohnvilla von Manfred von Ardenne errichtet (Zeppelinstraße 7, Lage). Sie basiert auf einer Stahlkonstruktion auf einem Stahlbetonunterbau nach Plänen von Johannes Bauer. Die die Sternwarte umgebende Gartenterrasse schuf Werner Bauch. Sie ist ebenfalls mit einem Zeiss-Refraktor ausgestattet, jedoch nicht öffentlich zugänglich und wird als Amateur-Sternwarte genutzt.